# 927

## Události
- 15. srpna – Saracéni pod vedením Slovana Sabira zničili Tarent

## Narození
- 21. března – Song Taizu, čínský císař († 14. listopadu 976)

## Úmrtí
- Herigar, mohučský arcibiskup
- 27. května – Simeon I., bulharský car (* 864)

## Hlavy států
- České knížectví – Václav I.
- Papež – Jan X.
- Anglické království – Ethelstan
  - Wessex – Ethelstan
- Skotské království – Konstantin II. Skotský
- Východofranská říše – Jindřich I. Ptáčník
- Západofranská říše – Rudolf Burgundský
- Uherské království – Zoltán
- První bulharská říše – Symeon I. – Petr I. Bulharský
- Byzanc – Konstantin VII. Porfyrogennetos